# Adventures of Lolo 2
 (janvier 2017).
Si vous disposez d'ouvrages ou d'articles de référence ou si vous connaissez des sites web de qualité traitant du thème abordé ici, merci de compléter l'article en donnant les références utiles à sa vérifiabilité et en les liant à la section « Notes et références ».
Adventures of Lolo 2 (アドベンチャーズ オブ ロロ Adobenchāzu obu Roro) est un jeu vidéo de réflexion en solo sorti sur la Famicom au Japon le 6 janvier 1990, puis le 20 mars 1990 sur Nintendo Entertainment System aux États-Unis et dans la zone PAL en 1991. Le jeu est développé et édité par HAL Laboratory. Il est le 6ème jeu de la série de jeux Egerland, le second à être commercialisé en Amérique du Nord (après Adventures of Lolo sur NES) et le 4ème de cette série à être commercialisé en Europe (Après Eggerland Mystery et Eggerland 2 sur MSX et Adventure of Lolo sur NES). Le jeu est par la suite commercialisé sous forme dématérialisée sur la console virtuelle de la Wii, le 5 juin 2007 au Japon, le 21 janvier 2008 en Amérique du Nord, et le 1er février 2008 dans la zone PAL et pour finir le 9 avril 2014 sur la console virtuelle de la Nintendo 3DS au Japon et le 3 septembre 2014 sur la console virtuelle de la Wii U au Japon.

## Système de jeu
Le jeu comporte dix niveaux comprenant chacun cinq salles. Quand la cinquième salle de chaque niveau a été franchie, un escalier apparaît conduisant au niveau suivant.

### Les coups magiques
Lorsque certains personnages sont touchés par un coup magique, ils peuvent être transformés en œuf. Un œuf peut être déplacé de-ci de-là, mais, au bout d'un certain temps, il retrouve sa forme initiale à son emplacement initial. Si un œuf est touché une deuxième fois, il disparaît de l’écran, puis, après quelques secondes, il retrouve sa forme initiale à son emplacement initial.

## Réédition
- 2008 sur la Console virtuelle de la Wii